# Priscah Jepleting Cherono
Priscah Jepleting Cherono (dekliški priimek Ngetich), kenijska atletinja, * 27. junij 1980, Kamuiywa, Kenija.
Nastopila je na poletnih olimpijskih igrah leta 2008, kjer je dosegla enajsto mesto v teku na 5000 m. Na svetovnih prvenstvih je v isti disciplini osvojila bronasto medaljo leta 2007, na afriških prvenstvih pa srebrno medaljo leta 2004.